# Batalla de Manila (1945)
La batalla de Manila librada desde el 3 de febrero hasta el 3 de marzo de 1945, por fuerzas estadounidenses, filipinas y japonesas, fue parte de la campaña de Filipinas de 1945. La batalla, que duró un mes, culminó en un baño de sangre terrible y la total devastación de la ciudad, fue el escenario de los peores combates urbanos en el teatro del Pacífico, y terminó con casi tres años de ocupación militar japonesa en Filipinas (1942–1945). La captura de la ciudad se ha marcado como clave del general Douglas MacArthur para la victoria en la campaña de reconquista.

## Antecedentes
El 9 de enero de 1945, el Sexto Ejército de Estados Unidos del teniente coronel Walter Krueger desembarcó en el golfo de Lingayen  y comenzó un rápido viaje al sur.
Tres semanas después, el 31 de enero, el Octavo Ejército de Estados Unidos del teniente general Robert L. Eichelberger, compuesto por el 187.º y 188.º Regimiento de Infantería de Planeadores del coronel Robert H. Soule, pertenecientes a 11.ª División Aerotransportada a las órdenes del mayor general Joseph M. Swing, que desembarcaron sin resistencia en Nasugbu al sur de Luzón y marchando posteriormente hacia el norte de Manila. Mientras tanto, el 511º Regimental Combat Team de la 11.ª A/B División del coronel Orin D. "Hard Rock" Haugen se lanzaron en paracaídas en Tagaytay Ridge, el 4 de febrero, encabezando el avance hacia el norte.
El 4 de febrero, se inició el avance hacia Manila de las fuerzas estadounidenses. Gracias a las informaciones proporcionadas por las guerrillas filipinas, las unidades norteamericanas encontraron puentes intactos y ríos poco profundos para continuar con el avance.

### Defensa japonesa
Como los estadounidenses avanzaron hacia Manila desde diferentes direcciones, la mayor parte de las tropas enemigas de defensa realizaron un movimiento táctico hacia las afueras a las órdenes del general Tomoyuki Yamashita, comandante en jefe de las fuerzas japonesas en las Filipinas. Yamashita había retirado sus fuerzas principales hacia Baguio, donde tenía previsto retener a las fuerzas filipinas y EE. UU. en el norte de Luzón, preparada para la invasión de Japón.
En 1942, el general Douglas MacArthur había declarado a Manila una ciudad abierta antes de su captura. A pesar de que Yamashita no lo había hecho en 1945, no tenía intención de defender la ciudad, ya que pensaba que no podría alimentar a un millón de residentes de la ciudad y defender una amplia zona con grandes extensiones de edificios inflamables de madera. El general Yamashita ordenó originalmente al comandante del Grupo de Shimbu, el general Yokoyama Shizuo, la evacuación de la ciudad y la destrucción de todos los puentes y otras instalaciones vitales, tan pronto como las fuerzas estadounidenses aparecieran.
Sin embargo, al contralmirante Iwabuchi Sanji se encomendó a la organización de la defensa de la ciudad, comprometiéndose a emplear hasta el último hombre. Desobedeciendo a Yamashita, ordenó a sus Fuerzas de Defensa Naval de Manila, una mezcla abigarrada de los marineros, infantes de marina y tropas del Ejército, que permanecieran en la ciudad. Descubrieron varias buenas posiciones defensivas, incluyendo Intramuros y otros edificios cercanos. Después de la voladura de todas las instalaciones periféricas, incluidas de carácter marginal como puentes y caminos, Iwabuchi estableció campos de minas, alambradas, trincheras , empleado restos de camiones y carros para crear cuellos de botella y trampas. Luego ordenó a sus tropas desplegarse en la zona defensiva.

## Batalla

### Prisioneros de Santo Tomás

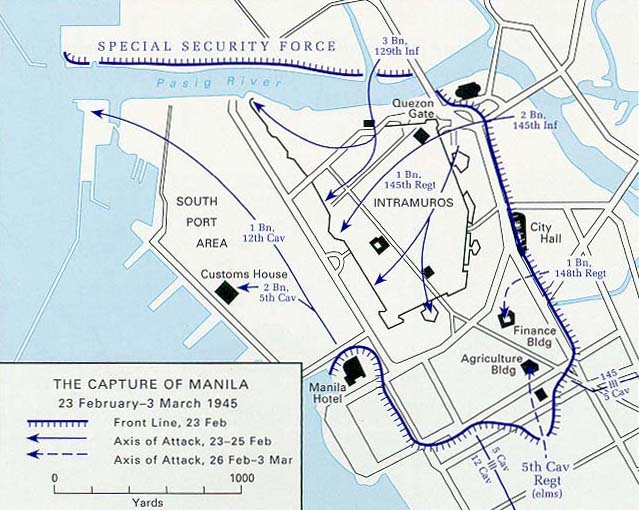
Mapa de la captura de Manila.

El 3 de febrero, elementos de la 1.ª División de Caballería norteamericana, bajo las órdenes del Mayor Gral. Verne D. Mudge presionaron hasta la periferia norte de Manila y se apoderaron de un puente vital a través del río Tullahan, que los separaba de la ciudad propiamente dicha. Un escuadrón del 8.º de Caballería del brigadier general William C. Chase, la primera unidad en llegar a la ciudad, comenzó un avance hacia el extenso campus de la Universidad de Santo Tomás, que se había convertido en una campo de concentración para civiles, incluyendo a enfermeras del Ejército y de la Marina de los EE. UU., conocidas como "ángeles de Batán".
Desde el 4 de enero de 1942, un total de treinta y siete meses, el edificio principal de la universidad se utilizó para internar a la población civil. De los 4255 presos, 466 murieron en cautiverio, 3 murieron cuando trataban de escapar el 15 de febrero de 1942, logrando uno de ellos evadirse con éxito a principios de enero de 1945.
A las 21:00, un jeep se estrelló contra la puerta principal, originándose un tiroteo; su conductor, el capitán Manuel Colayco, un oficial de la guerrilla filipina, se convirtió en la primera víctima aliada conocida en la liberación de la ciudad. Él y su compañero, el teniente Diosdado Guytingco guiaron desarmados a la 1.ª División de Caballería estadounidense. Colayco murió siete días después en la Escuela Primaria Legarda, que se convirtió en un hospital de campaña. Al mismo tiempo, con un solo carro del 44.º Batallón de Tanques, llamado "Battlin Basic", embistió a través de los muros universitarios, mientras que otras 4 personas entraron por la puerta de la calle España, seguidos por las tropas estadounidenses, y los guerrilleros filipinos, inmediatamente después. Tras una breve escaramuza, liberaron a muchos de los prisioneros.
Los japoneses, comandados por el teniente coronel Toshio Hayashi, reunieron al resto de los civiles en el interior del Edificio de Educación, en calidad de rehenes, intercambiando disparos con los norteamericanos y filipinos. Al día siguiente, 4 de febrero, negociaron con los estadounidenses con la intención de que les permitieran reunirse con las tropas japonesas al sur de la ciudad. Los filipinos y estadounidenses estuvieron de acuerdo, pero solo se les permitió llevar sus fusiles, pistolas y espadas. Ese mismo día, una patrulla de la 37.ª División de Infantería y 31.ª División de Infantería encontró a más de 1000 prisioneros de guerra, sobre todo los ex defensores de Batán y Corregidor detenidos en Bilibid, que habían sido abandonados por los japoneses.
En la mañana del 5 de febrero, 47 japoneses fueron escoltados fuera de la universidad al lugar que solicitaron. Cada grupo se saludó y se fueron. Los japoneses no tenían conocimiento de la zona que habían solicitado, cerca del Palacio de Malacañán ocupado por Estados Unidos y poco después dispararon contra ellos y varios murieron, como Hayashi. Por la tarde, los supervivientes del mismo grupo regresaron a Santo Tomás, siendo capturados como prisioneros en el mismo día.
En total, 6865 prisioneros fueron liberados: 3000 filipinos, 2870 estadounidenses, 745 británicos, 100 australianos, 61 canadienses, 50 holandeses, 25 polacos, 7 franceses, 2 egipcios, 2 españoles, 1 suizo, 1 alemán y 1 eslovaco.[cita requerida]

### Cerco y masacres
En la mañana del 4 de febrero, el general MacArthur había anunciado la inminente recuperación de la capital, habiendo previsto su personal un desfile de la victoria. Pero la batalla de Manila apenas había comenzado. Casi a la vez, la 1.ª División de Caballería en el norte y la 11.ª División Aerotransportada en el sur informaron de una dura resistencia japonesa en la ciudad.
Tras el avance inicial norteamericano el 4 de febrero, la lucha se prolongó durante más de un mes, causando estragos en toda la ciudad. La batalla se convirtió en una lucha calle por calle y casa por casa. En el norte, el general Griswold continuó presionando hacia el sur con elementos del XIV Cuerpo, desde Santo Tomás de la Universidad hacia el río Pasig. A última hora de la tarde del 4 de febrero, ordenó al segundo escuadrón y al 5.º de Caballería que se apoderase del puente de Quezon, el único cruce sobre el río Pasig, que los japoneses no habían destruido. A medida que el escuadrón se acercaba al puente, las ametralladoras enemigas abrieron fuego desde una barricada formidable que fue plantada a través del Boulevard Quezón, lo que obligó a la caballería a detener su avance y retirarse hasta el anochecer. Al observar los japoneses la retirada de las fuerzas atacantes, éstos procedieron a volar el puente.
El 5 de febrero, la 37ª División de Infantería comenzó a moverse en Manila, y Griswold dividió la parte norte de la ciudad en dos sectores, con la 37.ª responsable de la mitad occidental y la 1.ª División de Caballería responsable del sector oriental. Por la tarde del 8 de febrero, 37 unidades de la División habían acabado con la resistencia enemiga en su sector, quedando los barrios residenciales de la ciudad seriamente dañados. Los japoneses se sumaron a la destrucción mediante la demolición de edificios e instalaciones militares mientras se retiraban.
Los combates más encarnizados de Manila —que resultó ser más costosa para la 37.ª— llevó a cabo en el Provisor Isla, un pequeño centro industrial a orillas del río Pasig. La guarnición japonesa, probablemente menos de un batallón, consiguió derrotar a la infantería de Beightler, resistiendo hasta el 11 de febrero.
El ataque final sobre las defensas japonesas exteriores fue llevado a cabo por la 11.ª División Aerotransportada, bajo el control del XIV Cuerpo desde el 10 de febrero. La división había sido detenida en Nichols Field el 4 de febrero y desde entonces había estado luchando contra las firmemente arraigadas tropas navales japoneses, apoyadas por un intenso fuego de artillería oculta. El campo de aviación, finalmente. cayó a manos de los paracaidistas al día siguiente, y su toma permitió a la división del mayor general Swing completar el cerco estadounidense de Manila en la noche del 12 de febrero.
En un intento por proteger la ciudad y su población civil, MacArthur había impuesto restricciones estrictas sobre la artillería y el apoyo aéreo. Pero la devastación masiva de la zona urbana no pudo ser evitada. Marines, la infantería de marina y los refuerzos del Ejército, que inicialmente habían resistido con éxito a los soldados de infantería estadounidenses armados con lanzallamas, granadas, y bazookas, se enfrentaban directamente con el fuego de los carros de combate, los cazacarros y obuses, que atacaron un edificio tras otro y mataron a los japoneses.
Sometidos a incesantes golpes y frente a una muerte segura o la captura, las tropas japonesas asediadas sacaron su ira y frustración contra la población civil atrapada en el fuego cruzado, cometiendo múltiples actos de brutalidad: violentas mutilaciones, violaciones y masacres sobre la población civil acompañaron a la batalla por el control de la ciudad, que quedó prácticamente reducida a ruinas.

### Intramuros devastada
La lucha en Intramuros, donde Iwabuchi retuvo como rehenes a alrededor de 4000 civiles, continuó del 23 al 28 de febrero. Ya que diezmó las fuerzas japonesas por los bombardeos, las fuerzas estadounidenses utilizaron artillería para tratar de erradicar a los defensores japoneses. Sin embargo, las murallas de piedra, los edificios subterráneos, las Barracas de Santa Lucía, el Fuerte de Santiago y los pueblos dentro de las murallas de la ciudad proporcionaron una excelente cobertura. Menos de 3000 civiles escaparon del asalto, la mayoría mujeres y niños, que fueron puestos en libertad el 23 de febrero por la tarde. Los soldados y marineros del coronel Noguchi mataron a 1000 hombres y mujeres, mientras que los otros rehenes murieron durante el bombardeo estadounidense.
El último reducto de resistencia japonesa en el edificio de Hacienda, que ya se había reducido a escombros, fue purgado por la artillería pesada el 3 de marzo.
El historiador del Ejército de EE. UU. Robert R. Smith escribió:

Griswold y Beightler no estaban dispuestos a intentar el asalto con la infantería sola. Que no esté expresamente ordenado por el empleo de artillería, que ahora se prevé una preparación de artillería masiva que iba a durar 17 a 23 de febrero y que incluyen fuego indirecto a distancias de hasta 8000 metros, así como el fuego directo, a quemarropa de los fogones de tan corta como 250 metros. Que se emplean todos los cuerpos disponibles y la división de artillería, obuses de 240 mm hacia abajo. (...) ¿Cuántas vidas civiles podrían ser salvadas por este tipo de preparación, en oposición a los bombardeos aéreos, se desconoce. El resultado final sería el mismo: Intramuros sería prácticamente arrasada". "Que la artillería había arrasado casi la antigua ciudad amurallada no se pudo evitar. Para el Cuerpo XIV y la División 37 en este estado de la batalla de Manila, las vidas estadounidenses eran comprensiblemente mucho más valiosas que los lugares de interés histórico. La destrucción se derivó de la decisión de Estados Unidos de salvar vidas en una batalla contra las tropas japonesas que habían decidido sacrificar sus vidas lo más caro posible.

Antes de que la lucha terminase, MacArthur convocó una asamblea provisional de filipinos prominentes en el Palacio Malacañang, y en su presencia declaró la Commonwealth de las Filipinas para ser restablecida de forma permanente. "Mi país mantuvo la fe", le dijo a la asamblea reunida. "Su ciudad capital, cruelmente castigada que sea, ha recuperado su lugar que le corresponde—ciudadela de la democracia en el Oriente".

## Consecuencias
Durante el resto del mes, los estadounidenses y guerrilleros filipinos acabaron con la resistencia en toda la ciudad. Con Intramuros asegurado el 4 de marzo, Manila fue oficialmente liberado, pero grandes áreas de la ciudad habían sido devastadas. La batalla dejó 1010 soldados de EE. UU. muertos y 5565 heridos. Se estima que 100 000 civiles filipinos murieron, tanto de forma deliberada por el bombardeo japonés como por la artillería y aviones de la fuerza militar de EE. UU. 16 665 japoneses muertos se contaron en Intramuros.
En la batalla de un mes, los estadounidenses y japoneses infligieron una destrucción en Manila peor que la Luftwaffe germana había hecho a Londres, lo que resultó en la destrucción de la ciudad y en un número de muertos comparable a los del bombardeo de Tokio o por la bomba atómica de Hiroshima.

### Destrucción de la ciudad
La batalla de Manila fue la primera y la más feroz lucha urbana de toda la Guerra del Pacífico, desde el momento en que MacArthur inició su campaña de salto a partir de Nueva Guinea en 1942, dando lugar a la invasión de Japón en 1945. Pocas batallas en los últimos meses de la Segunda Guerra Mundial superaron la destrucción y la brutalidad de las masacres y salvajismo de los combates en Manila.[cita requerida]
Un mástil de acero se sitúa en la entrada del antiguo edificio de la Embajada de EE. UU. en Intramuros, que fue salpicado por numerosas balas y golpes de metralla, y sigue en pie hoy en día, un testimonio de los intensos combates, lo amargo por la ciudad amurallada. En esta categoría, de Manila, se unió a Stalingrado por ser el anfitrión de algunos de los más feroces combates urbanos durante la guerra.
El pueblo filipino perdió un tesoro cultural e histórico insustituible en la carnicería y la devastación resultante de Manila, recordado hoy como una tragedia nacional. Innumerables edificios gubernamentales, universidades y colegios, conventos, monasterios e iglesias, y sus tesoros que datan de la fundación de la ciudad, quedaron arruinados. El patrimonio cultural (incluyendo el arte, la literatura y la arquitectura en particular) del primer crisol del Oriente verdaderamente internacional —la confluencia de las culturas española, americana y asiática— fue eviscerada. Manila, una vez considerada como la "Perla de Oriente" y famosa por ser un monumento vivo a la reunión de las culturas asiática y europea, fue virtualmente borrada.
La mayoría de los edificios dañados durante la guerra fueron demolidos en nombre del "progreso" después de la liberación, en el marco de la reconstrucción de Manila, en sustitución de la arquitectura de estilo europeo en la época de la Española y principios de la arquitectura moderna de estilo americano. Solo unos pocos edificios antiguos permanecen intactos.

### Conmemoración histórica
El 18 de febrero de 1995, el Santuario de la Libertad también conocido como el monumento Acordaos de Manila fue erigido a la dedicación y la memoria de las víctimas de guerra. Este monumento se encuentra en la Plaza de Santa Isabel, conocida también como Plaza Sinampalukan, ubicada en la esquina de las calles General Luna y Anda en Intramuros, Manila. La inscripción dice (traducida del inglés):

Este monumento está dedicado a todas aquellas víctimas inocentes de la guerra, muchas de los cuales fueron anónimas y desconocidas a una fosa común, e incluso no conocieron una tumba en absoluto, sus cuerpos han sido consumidos por el fuego o rotos por el polvo bajo los escombros de las ruinas.

Que este monumento sea la tumba para todos y cada uno de los más de 100 000 hombres, mujeres, niños y bebés muertos en Manila durante su lucha de liberación, del 3 de febrero a 3 de marzo, 1945. No los hemos olvidado, ni se nos olvidará nunca.

Que descansen en paz como parte ahora de la tierra sagrada de la ciudad: la de Manila de nuestros afectos.